# Anne Shymer
Anne Shymer, nacida como Anne C. Justice (Logansport, 30 de mayo de 1879 – Océano Atlántico, 7 de mayo de 1915) fue una química estadounidense y presidenta de la United States Chemical Company.

## Trayectoria
Anne C. Justice nació en Logansport, Indiana, hija de James Monroe Justice y Grace Heikes Justice (más tarde Grace Justice-Hankins). Su padre era abogado y político en Indiana. Su hermana mayor, Maibelle Heikes Justice, se convirtió en novelista y guionista. Anne asistió a la Universidad Cornell.
Shymer logró su mayor éxito como química y fundó la United States Chemical Corporation. Entre otras cosas, descubrió un blanqueador para textiles y una sustancia germicida que podría usarse especialmente en hospitales. Sus logros le trajeron reconocimiento y prestigio; poco después, disfrutó de la atención mundial. Shymer recibió una invitación del primer ministro británico Herbert Henry Asquith y su esposa. En 1915, el médico de Jorge V del Reino Unido se enteró de los logros de Shymer y quedó impresionado.

## Muerte en el Lusitania
El 1 de mayo de 1915, Shymer abordó el trasatlántico británico RMS Lusitania, que se suponía que viajaría de Nueva York a Liverpool, Inglaterra. Iba a ser presentada en St James a Jorge V del Reino Unido y la reina María de Inglaterra. Aparte de eso, también quería establecer nuevos contactos y patentar sus fórmulas más novedosas. Antes de partir, quería divorciarse de su esposo, pero se vio obstaculizada porque no sabía dónde estaba él en ese momento. El día de su partida, su madre, su hermana Maibelle Justice y otros familiares llegaron al Muelle 54 para despedirse. Debido a que la partida tomó más tiempo de lo esperado, su familia tomó una última foto de Shymer. Esta imagen, véase arriba, en la que ella sonríe y apoya su brazo izquierdo con confianza en sí misma en la barandilla del paseo de la cubierta B, es una de las imágenes más populares asociadas con la catástrofe del Lusitania.
Seis días después, en las primeras horas de la tarde del 7 de mayo de 1915, el Lusitania fue hundido por un submarino alemán Tipo 209 con un torpedo. El barco se hundió a los pocos minutos y se llevó consigo dos tercios de los pasajeros y la tripulación. Shymer pudo llegar a su camarote B-98 y tomar sus joyas, que llevaba puestas por completo para no perderlas. Se desconoce qué le sucedió después. Su cadáver fue uno de los primeros encontrados y recibió el número #66. Las joyas que llevaba valían unos 4000 dólares estadounidenses en 1915. En camino de regreso desde Irlanda a la embajada estadounidense en Londres, las joyas desaparecieron y no se han vuelto a ver desde entonces. El cadáver de Shymer fue devuelto a su familia en los Estados Unidos.

## Vida personal
Anne Justice se casó dos veces. Su primer marido fue un inglés llamado Patterson, del que enviudó. Su segundo matrimonio de corta duración fue con Robert Delno Shimer (ella prefería una variante ortográfica del apellido); se casaron y se separaron en 1911. Anne murió en el mar en el hundimiento del Lusitania; tenía 36 años. Viajaba con joyas por un valor de casi 4000 dólares estadounidenses, que fueron recuperadas pero pronto se perdieron en tránsito a la Embajada de Estados Unidos en Londres. La herencia de su madre y su hermana recibieron indemnización de daños y perjuicios del gobierno alemán por la pérdida de sus pertenencias.
El esposo de Shymer, así como su madre y su hermana, demandaron a Cunard Line por una compensación por el fallecimiento de su familiar. La demanda de Robert Shimer se retiró porque vivía separado de su esposa desde hacía cuatro años. La demanda de Grace y Maibelle Justice se resolvió en octubre de 1925, diez años después del incidente. La madre de Shymer ya estaba muerta en ese momento. Maibelle Heikes Justice recibió 7 527 dólares estadounidenses.